# Giudice di Eyre
Secondo le leggi inglesi, il Giudice di Eyre (in inglese: Justices in Eyre) erano i più alti magistrati nell'ambito di legislatura sulla Foresta reale, e presiedevano la court of justice-seat, un tribunale triennale convocato per punire quanti avessero violato la foresta reale e le sue leggi o i suoi ufficiali. (Eyre, significa "circuito", riferito al movimento del tribunale tra le differenti foreste reali inglesi.)
Tecnicamente, i due giudici erano definiti coi termini latini citra e ultra Trent (cioè a sud o a nord del fiume Trent), ma solitamente si utilizzavano i termini geografici nord e sud. I detentori della carica venivano indicati sovente come "giudici della foresta" sino al regno di Enrico VIII d'Inghilterra, quando ottennero il titolo di "justice in eyre", ad eccezione del periodo 1311–1397, quando ottennero il titolo di "warden of the forest" (guardiani della foresta).
Col decadimento delle leggi sulle foreste reali venne siglato anche il crollo dei tribunali ad esse annessi ed il posto divenne una sinecura. Uno statuto del 1817 abolì ufficialmente la carica dopo la decorrenza dell'ultimo detentore.

## I primi giudici
Precedentemente al 1236 vi era un'unica carica di Giudice di Eyre.
- John Marshall (nom. 8 novembre 1217), giudice delle foreste di tutta l'Inghilterra
- Brian de l'Isle (nom. 6 marzo 1220), giudice delle foreste di tutta l'Inghilterra
- Hugh de Neville (nom. 29 aprile 1224), giudice delle foreste di tutta l'Inghilterra
- Brian de l'Isle (nom. 8 ottobre 1229), giudice delle foreste delle contee di Northumberland, Cumberland, York, Lancaster, Derby, Lincoln, Rutland, Northampton, Buckingham, Essex, Cambridge, Huntingdon, e Oxford ad eccezione del baliaggio di Thomas di Langley.
- John of Monmouth (nom. 8 ottobre 1229), giudice delle foreste delle contee di Stafford, Salop, Worcester, Warwick, Gloucester, Hereford, Devon, Somerset, Dorset, Southampton, Wiltshire, Berkshire, Surrey, e del baliaggio di Thomas di Langley
- Peter d'Airvault (nom. 7 luglio 1232), giudice delle foreste di tutta l'Inghilterra

## Giudici di Eyre a nord del Trent
- John fitz Geoffrey (nom. 21 ottobre 1241)
- Thomas Darcy, I barone Darcy de Darcy, 18 giugno 1509 – giugno 1537
- Thomas Cromwell, I barone Cromwell, 30 dicembre 1537 – giugno 1540 (creato Conte di Essex 17 aprile 1540)
- Thomas Manners, I conte di Rutland, 9 agosto 1540 – 20 settembre 1543
- Sir Anthony Browne, 16 febbraio 1546 – 6 maggio 1548
- Francis Talbot, V conte di Shrewsbury, 24 maggio 1548 – 28 settembre 1560
- George Talbot, VI conte di Shrewsbury, 28 settembre 1560 – 18 novembre 1590
- Gilbert Talbot, VII conte di Shrewsbury, 16 dicembre 1603 – 8 maggio 1616
- Sir George Villiers, 25 luglio 1616 – 8 novembre 1619 (creato Visconte Villiers 27 agosto 1616, Conte di Buckingham 5 gennaio 1617 e Marchese di Buckingham 1º gennaio 1618)
- Francis Manners, VI conte di Rutland, 19 novembre 1619 – 17 dicembre 1632
- Thomas Howard, XXI conte di Arundel, 25 febbraio 1634 – 4 ottobre 1646
- William Cavendish, I marchese di Newcastle, 16 luglio 1661 – 25 dicembre 1676 (creato Duca di Newcastle 16 marzo 1665)
- Henry Cavendish, II duca di Newcastle, 28 marzo 1677 – prima del 26 aprile 1689
- William Pierrepont, IV conte di Kingston-upon-Hull, 26 aprile 1689 – 17 settembre 1690
- William Cavendish, IV conte di Devonshire, novembre 1690 – 18 agosto 1707 (creato Duca di Devonshire 12 maggio 1694)
- William Cavendish, II duca di Devonshire, 13 novembre 1707 – 19 maggio 1711
- John Holles, I duca di Newcastle, 18 maggio 1711 – 15 luglio 1711
- Thomas Osborne, I duca di Leeds, 17 ottobre 1711 – 26 luglio 1712
- Evelyn Pierrepont, I marchese di Dorchester, 7 dicembre 1714 – 11 marzo 1717 (creato Duca di Kingston-upon-Hull 10 agosto 1715)
- Thomas Fane, VI conte di Westmorland, 11 marzo 1717 – 11 maggio 1719
- Bennet Sherard, I conte di Harborough, 11 maggio 1719 – 16 ottobre 1732
- John Wallop, I visconte Lymington, 11 gennaio 1733 – 30 luglio 1734
- Peregrine Bertie, II duca di Ancaster e Kesteven, 30 luglio 1734 – 1º gennaio 1742
- George Brudenell, IV conte di Cardigan, 19 febbraio 1742 – 21 febbraio 1752
- Edward Seymour, VIII duca di Somerset, 21 febbraio 1752 – 12 dicembre 1757
- Richard Edgecumbe, I barone Edgecumbe, 3 febbraio 1758 – 22 novembre 1758
- Samuel Sandys, I barone Sandys, 10 febbraio 1759 – 22 aprile 1761
- Thomas Osborne, IV duca di Leeds, 22 aprile 1761 – 15 marzo 1774
- Thomas Pelham, II barone Pelham di Stanmer, 15 marzo 1774 – 27 novembre 1775
- Thomas Lyttelton, II barone Lyttelton, 27 novembre 1775 – 27 novembre 1779
- Charles Wolfran Cornwall, 22 settembre 1780 – 2 gennaio 1789
- George Evelyn Boscawen, III visconte Falmouth, 2 settembre 1789 – 30 ottobre 1790
- The Hon. John Charles Villiers, 30 ottobre 1790 – 22 dicembre 1838 (succeduto come III Conte di Clarendon 7 marzo 1824)

## Giudici di Eyre a sud del Trent
- Richard de Montfiquet (nom. 11 novembre 1236)
- John Biset (22 maggio 1238 – 1241)
- John fitzGeoffrey (nom. 1241)
- Reynold de Mohun (nom. 1º aprile 1242)
- Gilbert de Segrave (nom. 6 maggio 1242)
- Robert Passelewe (nom. aft. 28 aprile 1245)
- Henrici de Bracton[2] (nom. aft. 1245)
- Geoffrey of Langley (nom. 4 marzo 1249)
- Reynold de Mohun (nom. 25 ottobre 1252)
- Arnold de Bois (nom. 16 febbraio 1252)
- Robert Walerand (nom. 1º settembre 1256)
- Thomas Gresley (nom. 11 settembre 1259)
- Alan la Zouche (nom. 12 giugno 1261)
- Matthew de Colombières (nom. 21 aprile 1265)
- Roger of Clifford (nom. 8 agosto 1265)
- Roger of Clifford, the younger (nom. 1º agosto 1270)
- Luke de Thaney (nom. 10 giugno 1281)
- Roger le Strange, I barone Strange (nom. 21 ottobre 1283)
- Hugh le Despenser, I barone le Despencer (nom. 12 febbraio 1296)
- Pain Tiptoft, I barone Tibetot (nom. 18 agosto 1307)
- Hugh le Despenser, I barone le Despencer (nom. 16 marzo 1307)
- Robert fitz Pain (nom. 2 dicembre 1311)
- Hugh le Despenser, I barone le Despencer (nom. 14 giugno 1312)
- Ralph de Monthermer, I barone Monthermer (nom. 19 febbraio 1314)
- Aymer de Valence, II conte di Pembroke (nom. 18 maggio 1320)
- Hugh le Despenser, I conte di Winchester (27 giugno 1324 – 27 ottobre 1326)
- Thomas Wake, II barone Wake di Liddell (nom. 30 novembre 1326)
- William la Zouche, I barone Zouche di Mortimer (nom. 9 maggio 1328)
- John Maltravers (nom. 5 aprile 1329)
- Robert of Ufford (nom. 16 dicembre 1330
- Bartholomew de Burghersh, I barone Burghersh (nom. 13 ottobre 1335)
- William de Clinton, I conte di Huntingdon (nom. 4 dicembre 1343)
- Thomas de Berkeley, III barone Berkeley (nom. 25 agosto 1345)
- Thomas de Braose (nom. 28 gennaio 1347)
- William of Wykeham (nom. 10 luglio 1361) con
  - Peter atte Wood (nom. 10 luglio 1361)
- John de la Lee (nom. 10 ottobre 1367)
- John of Foxley (nom. 26 aprile 1368)
- Thomas Holland, II conte di Kent (21 luglio 1377 – 1397)
- Edoardo, conte di Rutland (26 aprile 1397 – 25 ottobre 1415)
- Humphrey, duca di Gloucester (27 gennaio 1415 – 23 febbraio 1447)
- Riccardo Plantageneto, III duca di York (nom. 23 February 1447)
- Edmund Beaufort, II duca di Somerset (nom. 2 July 1453)
- William Fitzalan, XVI conte di Arundel (nom. 19 December 1459)
- John Mowbray, III duca di Norfolk (11 luglio 1461 – 6 novembre 1461)
- Henry Bourchier, I conte di Essex (1461? – 4 aprile 1483)
- William Fitzalan, XVI conte di Arundel (nom. 1º luglio 1483)
- John Radcliffe, IX barone FitzWalter (nom. 14 gennaio 1485) con
  - Sir Reynold Bray (nom. 14 gennaio 1485) con
  - Giles Daubeney, VIII barone Daubeney (nom. 24 novembre 1493)
- Sir Thomas Brandon, 2 giugno 1509 – 27 gennaio 1510
- Sir Thomas Lovell, 6 febbraio 1510 – 25 maggio 1524 con
  - Thomas Grey, II marchese di Dorset, 17 giugno 1523 – 10 ottobre 1530
- Charles Brandon, I duca di Suffolk, 22 novembre 1534 – 22 agosto 1545
- William Paulet, I barone St John, 17 dicembre 1545 – prima del 2 febbraio 1550 (creato Conte di Wiltshire 19 gennaio 1550)
- Henry Grey, III marchese di Dorset, 2 febbraio 1550 – 12 novembre 1553 (creato Duca di Suffolk 11 ottobre 1551)
- Henry Radcliffe, II conte di Sussex, 19 novembre 1553 – 17 febbraio 1557
- Thomas Radcliffe, III conte di Sussex, 1557/8 – 9 giugno 1583
- Francis Russell, II conte di Bedford, 26 febbraio 1584 – 28 luglio 1585
- Robert Dudley, I conte di Leicester, 25 novembre 1585 – 4 settembre 1588
- Henry Carey, I barone Hunsdon, 17 gennaio 1589 – 23 luglio 1596
- Charles Howard, II barone Howard di Effingham, 15 giugno 1597 – 14 dicembre 1624 (creato Conte di Nottingham 22 ottobre 1597)
- George Villiers, I duca di Buckingham, 22 gennaio 1625 – 23 agosto 1628
- William Herbert, III conte di Pembroke, 9 settembre 1629 – 10 aprile 1630
- Henry Rich, I conte di Holland, 25 maggio 1631 – 9 marzo 1649
- Aubrey de Vere, XX conte di Oxford, 27 giugno 1660 – prima del 14 gennaio 1673
- James Scott, I duca di Monmouth, 14 gennaio 1673 – 27 dicembre 1679
- Philip Stanhope, II conte di Chesterfield, 27 dicembre 1679 – prima del 16 gennaio 1686
- Theophilus Hastings, VII conte di Huntingdon, 16 gennaio 1686 – prima del 24 aprile 1689
- John Lovelace, III barone Lovelace, 24 aprile 1689 – 27 settembre 1693
- James Bertie, I conte di Abingdon, 29 novembre 1693 – prima del 15 maggio 1697
- Thomas Wharton, V barone Wharton, 15 maggio 1697 – 11 luglio 1702
- vacante
- Thomas Wharton, V barone Wharton, 9 settembre 1706 – 12 gennaio 1711 (creato Conte di Wharton 23 dicembre 1706)
- Montagu Bertie, II conte di Abingdon, 12 gennaio 1711 – 3 maggio 1715
- Charles Bennet, II conte di Tankerville, 6 dicembre 1715 – 21 maggio 1722
- Charles Cornwallis, V barone Cornwallis, 5 luglio 1722 – 31 maggio 1740
- William Villiers, III conte di Jersey, 31 maggio 1740 – 26 luglio 1746
- George Montague-Dunk, II conte di Halifax, 26 luglio 1746 – 12 novembre 1748
- Thomas Osborne, IV duca di Leeds, 12 novembre 1748 – 13 gennaio 1756
- Samuel Sandys, I barone Sandys, 13 gennaio 1756 – 15 dicembre 1756
- John Campbell, III conte di Breadalbane, 15 dicembre 1756 – 4 novembre 1765
- John Monson, II barone Monson, 4 novembre 1765 – 12 gennaio 1767
- Charles Cornwallis, II conte Cornwallis, 12 gennaio 1767 – 21 marzo 1769
- Sir Fletcher Norton, 21 marzo 1769 – 1º gennaio 1789 (creato Barone Grantley 9 aprile 1782)
- Thomas Townshend, I visconte Sydney, 19 giugno 1789 – 30 giugno 1800
- Thomas Grenville, 13 agosto 1800 – 17 dicembre 1846